# Ctenus vespertilio
Ctenus vespertilio là một loài nhện trong họ Ctenidae.
Loài này thuộc chi Ctenus. Ctenus vespertilio được Cândido Firmino de Mello-Leitão miêu tả năm 1941.